# 原田楊子
原田 楊子（はらだ ようこ、1967年4月15日 - ）は、日本の元AV女優。
出身地:青森県。血液型:B型。身長:164cm。スリーサイズ:B80・W58・H84。

## 略歴
1986年にデビューしたAV女優の一人である。

## 出演作品

### アダルトビデオ
1986年
- 封印された青春（宇宙企画）

1987年
- 初体験・お嬢様（ファイブスター）
- デビルズ・ボディ（にっかつ）
- 恋のピエロ（大陸書房）

　他

### ピンク映画
- ザ・極限 －名器づくり－　（1988年、にっかつロマンポルノ）- 共演：佐伯リカ・高橋めぐみ 他

### 写真集
- 頬染めて（英知出版 ）
- マドンナメイト写真集　原田楊子（マドンナ社、1987年）
- スコラスペシャル14　原田楊子（野村誠一撮影）